# Monterado
Monterado é uma comuna italiana da região dos Marche, província de Ancona, com cerca de 1 568 habitantes. Estende-se por uma área de 10 km², tendo uma densidade populacional de 157 hab/km². Faz fronteira com Castel Colonna, Corinaldo, Mondolfo (PU), Monte Porzio (PU), San Costanzo (PU).

## Demografia
| Variação demográfica do município entre 1861 e 2011                               |
|                                                                                   |
| Fonte: Istituto Nazionale di Statistica (ISTAT) - Elaboração gráfica da Wikipedia |